# اوتو بکر
اوتو بکر (انگلیسی: Otto Baecker؛ ۷ ژانویه ۱۸۹۸ – ۲۲ مه ۱۹۷۰) فیلم‌بردار اهل آلمان بود.
وی فیلم‌بردار فیلم‌هایی همچون طلا و مردی در جستجوی قاتل خود بوده‌است.